# Mason Greenwood
Mason Will John Greenwood (Bradford, 2001. október 1. –) angol és jamaicai válogatott labdarúgó, szélső, csatár, a Ligue 1-ben szereplő Olympique Marseille játékosa.
Greenwood a United felnőtt csapatában egy Asztana elleni Európa-liga mérkőzésen mutatkozott be, 2019 szeptemberében, amelyen gólt is szerzett és a csapat legfiatalabb gólszerzője (17 év, 353 nap) lett nemzetközi tornákon. Egy évvel később játszott először az angol válogatottban, az Izland elleni Nemzetek Ligája mérkőzésen.
2022 januárjában letartóztatták volt barátnőjének megerőszakolásának és megverésének, majd pár nappal később szexuális erőszak és halálos fenyegetések vádjával, a United eltiltotta a játékost. 2022 októberében óvadékának megszegése miatt letartóztatták és még az nap vád alá helyezték megkísérelt szexuális erőszakért, kényszerítő magatartásért és tényleges sérelmet okozó testi erőszakért. 2023. február 2-án ejtették ellene a vádakat. Ennek ellenére a United úgy döntött, hogy a játékos nem fog játszani a csapat színeiben.

## Pályafutása

### Klubcsapatokban

#### Manchester United

##### Utánpótlás csapatokban
Greenwood pályafutása elején középpályásként játszott, de a támadósor szélén és csatárként is képes volt jó teljesítményt nyújtani. Hat évesen csatlakozott a Manchester Unitedhez. Egy utánpótlásedző azt nyilatkozta róla, hogy „A legtöbb sportoló esetében sokáig nem tudják, hogy elérik-e a csúcsot, de ő abba a kategóriába esik, ahol tíz éves korára már biztos volt benne, hogy profi lesz.” A 2017–2018-as szezonban a Manchester United  U18-as korosztályos csapatában szerepelt, annak ellenére, hogy saját korosztálya a két évvel fiatalabbaké volt. Az U18-as bajnokságban 21 mérkőzésen 18 alkalommal volt eredményes.

##### A felnőtt csapatban
2018 júliusában Greenwood részt vett a Manchester United szezon előtti amerikai turnéján, majd október 2-án aláírta első profi szerződését is.
2019. március 6-án mutatkozott be tétmérkőzésen a klub felnőtt csapatában a Paris Saint Germain elleni Bajnokok Ligája mérkőzésen, ahol csereként állt be a 85. percben. Ezzel ő lett a klub történetének második legfiatalabb játékosa 17 évesen és 156 naposan, aki nemzetközi kupában játéklehetőséget kapott. Norman Whiteside 1982-ben 25 nappal volt fiatalabb, amikor pályára lépett a Valencia elleni mérkőzésen. Ő lett a Manchester United legfiatalabb Bajnokok Ligájában pályára lépő játékosa is, Gerard Piqué rekordját megdöntve, aki 17 évesen és 310 naposan játszott az 1992 óta futó sorozatban a csapat színeiben. Az angol élvonalban március 10-én mutatkozott be; Nemanja Matić helyére állt be a 81. percben az Arsenal ellen 2-0-ra elvesztett mérkőzésen. Ő lett a Premier League történetében a második legfiatalabb, aki a Manchester Unitedben pályára léphetett 17 évesen és 160 naposan. 2019. május 12-én kezdőként kapott lehetőséget a 2018-2019-es bajnokság utolsó fordulójában a Cardiff City ellen 2-0-ra elvesztett találkozón, amelyet végigjátszott. 17 évesen és 223 naposan ő lett a Premier League történetének legfiatalabb játékosa aki kezdőként kapott lehetőséget a bajnokságban. A szezon végén megkapta az idény legjobb fiatal játékosának járó Jimmy Murphy-díjat. Május 12-én, a Cardiff City elleni idényzáró mérkőzésen először volt a kezdőcsapat tagja.
2019. július 17-én a nyári felkészülés során a Leeds United ellen megszerezte első gólját a felnőtt csapatban. Szeptember 19-én, a kazah Asztana elleni Európa-liga-találkozón csereként szerezte meg a mérkőzés egyetlen gólját, ezzel a klubtörténelem legfiatalabb gólszerzője lett a nemzetközi kupasorozatokat figyelembe véve, megelőzve Marcus Rashfordot és George Bestet.

##### 2021–2022
2021. augusztus 14-én Greenwood megszerezte első gólját a szezonban, a Leeds elleni 5–1-es győzelem során. Tizenöt nappal később ő nyerte meg a Wolverhampton Wanderers elleni találkozót csapatának, amivel mindössze a második tinédzser lett a Premier League történetében Robbie Fowler után, aki csapata első három mérkőzésén gólt szerzett egy szezonban. Ezzel a góllal a United megdöntötte a rekordot a leghosszabb idegenbeli veretlenségi sorozatért az angol labdarúgás történetében, 28 mérkőzéssel.
Mikor október 20-án 20 éves lett, már 32 gólja volt a United színeiben, aminél többet tinédzserként csak Norman Whiteside (39) és George Best (37) tudott szerezni. Egyike volt a tíz játékosnak, akit jelöltek a 2021-es Kopa-trófeára. Ötödik lett Pedri, Jude Bellingham, Jamal Musiala és Nuno Mendes mögött. December 8-án szerezte első gólját a szezon UEFA-bajnokok ligájában, a Young Boys ellen. Utolsó mérkőzését felfüggesztése előtt 2022. január 22-én játszotta.

##### 2023: Nyomozás és távozása
2023 első hónapjaiban a Manchester United több ajánlatot is kapott játékjogáért török csapatoktól, de mindet elutasították az ellene folyamatban lévő nyomozás miatt.
2023 augusztusa elején Richard Arnold, a United vezérigazgatója megosztotta a csapat fontosabb vezetőségi tagjaival, hogy a klub tervezte visszahozni a játékost a keretbe, miután hónapokig azon dolgoztak, hogy ezt hogyan teheti meg a csapat. Megkérdeztek több szervezetet, politikusokat és játékosokat, hogy hogyan állnának a csatár visszatéréséhez, amely listájukon több, családon belüli erőszak áldozataival foglalkozó jótékonysági szervezet is az „ellenséges” címszó alatt szerepelt. 2023. augusztus 16-án a United bejelentette, hogy a csapat közel áll a döntéshozáshoz a játékos jövőjével kapcsolatban. Közleményükben kiemelték, hogy nyomozásuk során sok, „a nyilvánosság számára nem elérhető bizonyítékot gyűjtöttek össze” és jelezték, hogy „felelősségük van Mason felé, mint munkavállaló, mint a fiatal személy, aki hét évesen csatlakozott a csapathoz és, mint egy kisgyermek apja.” Ugyanezen nap akkora volt az ellenállás a csapat rajongói, politikusok és szervezetek által, hogy a csapatnak újra kellett gondolnia álláspontját. Ekkor kezdett el a United azon dolgozni, hogy a játékos elhagyja a csapatot, a szerződésbontás lehetősége jogi problémákba ütközött volna, hiszen nyomozásuk szerint Greenwood nem követett el bűncselekményt.
2023. augusztus 21-én a csapat bejelentette, hogy a játékossal együtt úgy döntöttek, hogy nem fog visszatérni a United keretébe. A közleményben azt írták, hogy „az online megjelent anyagok nem mutatták a teljes kontextust” és, hogy „Mason nem követte el azokat a bűncselekményeket, amikkel vádolták,” de „elkövetett hibákat, amikért felelősséget vállal” és megérti, hogy „nehéz lenne karrierjét Manchesterben folytatni.” Ugyanezen a napon Greenwood is kiadott egy közleményt, bejelentve távozását: „Úgy lettem felnevelve, hogy tudjam, hogy erőszak bármely kapcsolatban elfogadhatatlan, nem követtem el azokat a tetteket, amikkel vádoltak.” „Elfogadom, hogy hibákat követtem el kapcsolatomban és felelősséget vállalok azokért a szituációkért, amik a közösségi médián megjelent poszthoz vezettek.”
Mikor 2024 februárjában Sir Jim Ratcliffe részvényes lett a Manchester United csapatában, ismét kérdés lett a támadó jövője a csapatban, mikor a brit milliárdos kijelentette, hogy újabb döntést fog hozni az új vezetőség az ismert tények alapján. Ezzel egy időben a The Athletic azt jelentette, hogy Greenwood nem mindenképpen szeretett volna visszatérni Angliába, mivel Spanyolországban sokkal kevesebb figyelem követte pályafutását. Ezek mellett a La Liga elnöke, Javier Tebas is kijelentette, hogy örülne ha az angol támadó a félszigeten maradna. A játékos szerződése 2025 nyarán járt le Manchesterben, de a Getafe szerint a United élt azzal az opcióval, ami 2026-ig hosszabbítja meg a csatár szerződését. Ezt az angol klub tagadta.

##### Kölcsön a Getafe csapatában
2023. szeptember 1-én a Getafe bejelentette, hogy kölcsönben leszerződtette a játékost. 2023. szeptember 17-én mutatkozott be csereként, az Osasuna elleni 3–2-es győzelem során. Szeptember 28-án, első kezdőként játszott mérkőzésén szerezte első gólpasszát, október 8-án pedig első gólját a szezonban. November végéig összesen három gólt szerzett és négy gólpasszt adott, a spanyol kupában duplázott is, a CF Tardienta ellen.
A szezont tíz góllal zárta harminchat pályára lépésen, az évad végén a csapat legjobbjának választották.

#### Olympique Marseille
Azt követően, hogy 2024 nyarán nagy volt az érdeklődés a játékos felé, többek között a Lazio, a Juventus és a Valencia is tett érte ajánlatokat, július 18-án ötéves szerződést írt alá a francia Olympique Marseille csapatával, amely 31,6 millió eurót fizetett érte. A város polgármestere, Benoît Payan, kritizálta az igazolást.
Greenwood 2024. augusztus 17-én mutatkozott be, két gólt szerezve a Stade Brestois ellen, majd ezt követően a bajnokság 2. fordulójában a Stade de Reims ellen is a kapuba talált. A bajnokság 3. fordulójában kétszer volt eredményes a Toulouse ellen 3–1-re megnyert mérkőzésen, harmadik bajnokiján negyedik és ötödik gólját is megszerezve a Ligue 1-ben.

### A válogatottban

#### Anglia
Greenwood a 2017–18-as szezonban hat alkalommal jutott szerephez az angol U17-es válogatottban a portugáliai Algarve-tornán. 2020-ban mutatkozott be a felnőtt csapatban, Izland ellen. Ez volt egyetlen válogatottsága az angol csapatban, későbbi felfüggesztése miatt.

#### Jamaica
2023-ban, miután visszatért a labdarúgáshoz, a jamaicai válogatott szövetségi kapitánya, Heimir Hallgrimsson bejelentette, hogy szívesen fogadná Greenwoodot a keretben. A játékos 2024 augusztusában kötelezte el magát Jamaica mellett. 2025 márciusában az angol szövetség bejelentette, hogy a játékos hivatalosan is beadta kérvényét, így feladva játékjogát az angol válogatottban.

## Szexuális zaklatási vádak
2022. január 30-án Greenwood volt barátnője, Harriet Robson családon belüli erőszakkal vádolta a labdarúgót és azzal, hogy szexre kényszerítette őt. A vádakat Instagramon osztotta meg több posztban, többek között egy képpel, amelyen vérzett az arca és videó-, illetve hangfelvételekkel, amelyeken lehet hallani, ahogy Greenwood szexre kényszeríti.
A Manchester United eltiltotta a játékost, amíg a nyomozás folyik. Greenwoodot még január 30-án letartóztatták, egy nő megerőszakolásának és megtámadásának vádjával. Február 1-én letartóztatásának indokaihoz hozzáadták a szexuális erőszakot és halálos fenyegetéseket. A Nike, Inc. felfüggesztette a játékos szponzorációs szerződését, míg az EA Sports bejelentette, hogy eltávolítják Greenwoodot videójátékaikból.
Február 2-án óvadékért kiengedték a nyomozás idejére. 8 hónappal később ismét letartóztatták, miután megjelentek hírek, hogy ismét együtt élt volt barátnőjével, ezzel megszegve óvadéka feltételeit. Még az nap vád alá helyezték megkísérelt szexuális erőszakért, kényszerítő magatartásért és testi erőszakért. Ezen alkalommal megtagadták az óvadék lehetőségét és a játékost őrizetben tartották, ugyan csak két napig. 2022 novemberében bejelentették, hogy a játékos meghallgatásának kezdetét 2023. november 27-re helyezték.
2023. február 2-án ejtették az összes vádat ellene. A CPS szóvivője azt nyilatkozta, hogy „Ebben az ügyben fontos szemtanúk visszalépése és új bizonyíték előkerülése valószínűtlenné tette az elítélés lehetőségét. Ezen körülmények között úgy döntöttünk, hogy véget vetünk az ügynek.” A Manchester United kiadott egy nyilatkozatot, amiben kijelentették, hogy a csapat „el fogja végezni saját belső folyamatát, mielőtt eldönti, hogy mi a következő megfelelő lépés.” A csapat hozzátette, hogy a játékos nem fog visszatérni edzésre, amíg saját nyomozását le nem zárta a Manchester United. A United ügyvédekkel nem, de biztonsági emberekkel biztosította a játékost 2022-ben, mikor bíróságokra kellett járnia.

## Magánélete
Greenwood Bradfordban született és a város Wibsey kerületében nőtt fel. Jamaicai származású, családjában sok a sportoló, nővére, Ashton atléta. 2023 júliusában született meg első gyermeke.

### Viselkedési problémák
Még az akadémián töltött évei során csapattársainak, akikről úgy gondolta nincsenek vele egy szinten, gyakran azt mondta, hogy „szarok vagytok” és hasonló szavakkal szidta őket. Amikor nem értett egyet a United stábjával fiatalkorában, azzal fenyegette őket, hogy otthagyja a csapatot és a városi rivális Manchester Cityhez igazol. Már 2022-es letartóztatása előtt is voltak problémái a rendőrséggel, többek között rendezett bulikat és a kiírt szabályok ellenére elhagyta házát a Covid19-pandémia idején, 2020-ban. Gyakran voltak ezek mellett viselkedési problémái a csapatnál, megesett, hogy nem jelent meg edzésen vagy nem utazott el mérkőzésekre indoklás nélkül. A csapat stábja gyakran nem tudta pontosan hol van. Ezek következtében gyakran az utánpótlás csapatokkal kellett edzenie büntetésként.
Voltak viselkedésével problémák egyetlen válogatott szereplése során is, mikor az angol válogatott és az UEFA Covid19-szabályzatát megszegve Phil Fodennel együtt meghívott két izlandi nőt hoteljébe, amiért haza is küldték a csapattól.

## Statisztika

### Klub
Frissítve: 2025. március 2.
| Klub                  | Szezon         | Bajnokság      | Bajnokság | Bajnokság | Kupa | Kupa | Ligakupa | Ligakupa | Nemzetközi kupa | Nemzetközi kupa | Egyéb | Egyéb | Összesen | Összesen |
| Klub                  | Szezon         | Bajnokság      | Mér.      | Gól       | Mér. | Gól  | Mér.     | Gól      | Mér.            | Gól             | Mér.  | Gól   | Mér.     | Gól      |
| --------------------- | -------------- | -------------- | --------- | --------- | ---- | ---- | -------- | -------- | --------------- | --------------- | ----- | ----- | -------- | -------- |
| Manchester United U21 | 2019–20        | —              | —         | —         | —    | —    | —        | —        | —               | —               | 1     | 1     | 1        | 1        |
| Manchester United U21 | Összesen       | Összesen       | —         | —         | —    | —    | —        | —        | —               | —               | 1     | 1     | 1        | 1        |
| Manchester United     | 2018–19        | Premier League | 3         | 0         | 0    | 0    | 0        | 0        | 1               | 0               | —     | —     | 4        | 0        |
| Manchester United     | 2019–20        | Premier League | 31        | 10        | 5    | 1    | 4        | 1        | 9               | 5               | —     | —     | 49       | 17       |
| Manchester United     | 2020–21        | Premier League | 31        | 7         | 4    | 2    | 3        | 1        | 14              | 2               | —     | —     | 52       | 12       |
| Manchester United     | 2021–22        | Premier League | 18        | 5         | 1    | 0    | 1        | 0        | 4               | 1               | —     | —     | 24       | 6        |
| Manchester United     | 2022–23        | Premier League | 0         | 0         | 0    | 0    | 0        | 0        | 0               | 0               | —     | —     | 0        | 0        |
| Manchester United     | Összesen       | Összesen       | 83        | 22        | 10   | 3    | 8        | 2        | 28              | 8               | —     | —     | 129      | 35       |
| Getafe (kölcsönben)   | 2023–24        | La Liga        | 33        | 8         | 3    | 2    | —        | —        | —               | —               | —     | —     | 36       | 10       |
| Olympique Marseille   | 2024–25        | Ligue 1        | 24        | 15        | 2    | 1    | —        | —        | —               | —               | —     | —     | 26       | 16       |
| Karrier összes        | Karrier összes | Karrier összes | 140       | 45        | 15   | 6    | 8        | 2        | 28              | 8               | 1     | 1     | 192      | 62       |

1. ↑  Pályára lépések az EFL Trophy-ban
2. 1 2  Pályára lépések az UEFA-bajnokok ligájában
3. ↑  Pályára lépések az Európa-ligában
4. ↑  Öt pályára lépés és egy gól az UEFA-bajnokok ligájában, illetve kilenc pályára lépés és egy gól az Európa-ligában
5. ↑  Ugyan egyszer se lépett pályára a szezonban felfüggesztése miatt, hivatalosan a keret tagja volt a játékos.

### Válogatott
Frissítve: 2020. szeptember 5.
| Csapat   | Év       | Pályára lépés | Gól |
| -------- | -------- | ------------- | --- |
| Anglia   | 2020     | 1             | 0   |
| Összesen | Összesen | 1             | 0   |

## Sikerei, díjai

### Manchester United
- Európa-liga:
  - ezüstérmes: 2020–2021[66]

### Egyéni
- Jimmy Murphy-díj: 2018–2019[15]
- Premier League 2 – A hónap játékosa: 2019. április[67]
- IFFHS U20-as férfi Világcsapat: 2021[68]
- Getafe – A szezon játékosa: 2023–2024